# Ponti di Cesare sul Reno

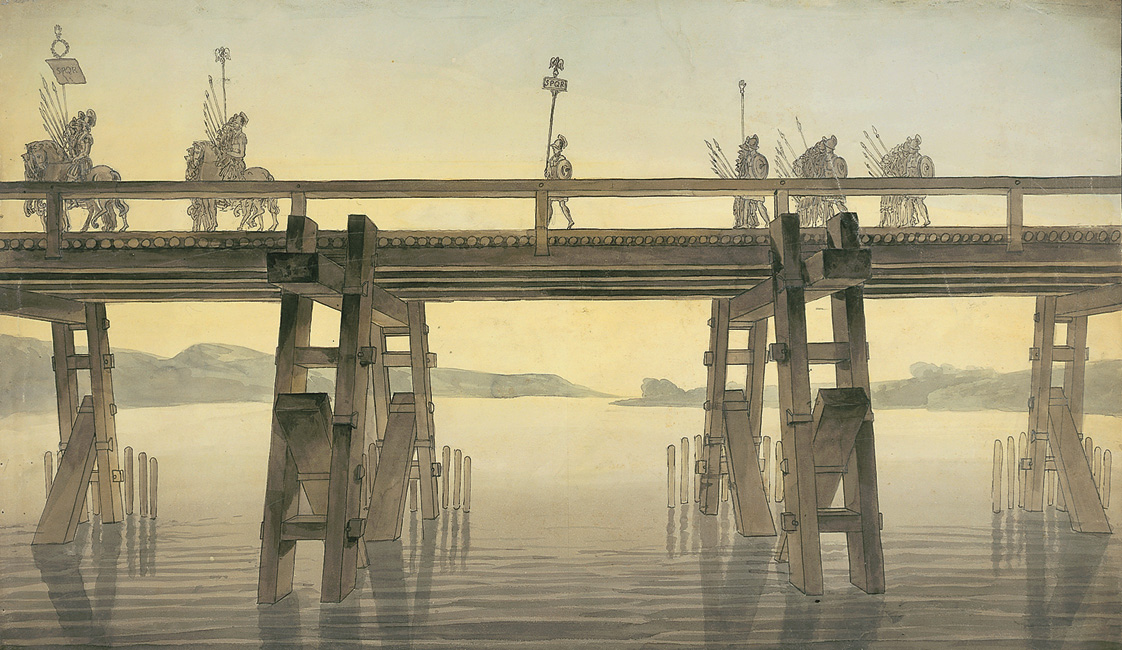
Tela dell'architetto John Soane del 1814, in cui è rappresentato il ponte romano

I ponti sul Reno di Cesare erano due ponti militari in legno, costruiti da Gaio Giulio Cesare nel corso delle due campagne dallo stesso condotte contro i Germani, nell'ambito della conquista della Gallia. 
Il primo fu costruito nel 55 a.C., in base ai ritrovamenti archeologici, in una località da identificare con Neuwied, a 15 km a valle di Coblenza e a sud di Bonn. 
Il secondo fu costruito due anni più tardi nel 53 a.C., poco più a monte (2 km circa), in una località compresa tra Urmitz e Weissenturm ancora una volta di fronte alla sponda germanica abitata dagli Ubi. Cesare, una volta tornato in Gallia (nel 55 a.C.), fece abbattere l'intero ponte; due anni più tardi (nel 53 a.C.), non solo evitò di distruggerlo completamente, ma pose sul territorio gallico a presidio dello stesso un forte ed una torre alta quattro piani, al fine di dissuadere nuove incursioni in territorio gallico da parte dei popoli transrenani dei Germani.
Con tutta probabilità, il progetto dei due ponti si deve a Mamurra, che fu l'ingegnere militare di Cesare durante le campagne in Gallia; il suo nome però non compare nel De bello Gallico.

## Motivi della costruzione
Le motivazioni della costruzione del ponte sono molteplici, ma il principale obiettivo di Gaio Giulio Cesare era intimorire i Germani, che più volte oltrepassarono il fiume Reno. Ad esempio la cavalleria degli Usipeti e dei Tencteri varcarono dapprima il fiume Mosa, razziando le regioni vicine, dopodiché si rifugiarono al di là del Reno, nelle terre dei Sigambri, con i quali si unirono. Cesare inizialmente chiese ai Sigambri la consegna di coloro che gli avevano mosso la guerra, ma gli stessi risposero che il fiume segnava il confine dei domini romani e che dunque non gli avrebbero consegnato nessuno. Il movente definitivo gli fu dato dagli alleati Ubi (gli unici Germani con cui Cesare aveva avuto buoni rapporti), che avevano chiesto il suo intervento contro le minacce degli Svevi (o Suebi).

## Descrizione
Il fiume Reno si presentava allora particolarmente largo e profondo, inoltre la rapidità delle sue acque richiedeva una struttura molto solida. Per questo motivo furono utilizzati come sostegni dei cavalletti a due gambe, di cui ciascuna costituita da due pali molto robusti (con un diametro di 45 cm) ricavati da robusti tronchi della foresta tedesca, uniti tra loro da traverse lunghe circa 60 cm. Questa struttura diede a ciascuna gamba l'aspetto di una scala a pioli, ma essa si opponeva efficacemente alla corrente del fiume. 
I pali avevano lunghezza variabile a seconda della profondità del fiume e furono calati nel fiume con apposite attrezzature, quindi messi in posizione e infissi con dei battipali. La parte che veniva appuntita veniva conficcata nel fondo del fiume, e non si innalzavano perpendicolarmente al letto, ma venivano inclinati in modo che i pali a monte avessero la corrente contro, mentre quelli a valle l'avessero a favore. Sul letto del fiume le due gambe del cavalletto avevano una distanza di 12 cm. Una grossa trave teneva unita la coppia di piloni, completando il cavalletto. Su questa struttura poggiavano travi spesse 60 cm e lunghe quanto la distanza che vi era tra un pilone e l'altro, cioè 5 m. La pavimentazione era costituita di un'intelaiatura di legno poggiata su tronchi trasversali e ricoperta di tavole.

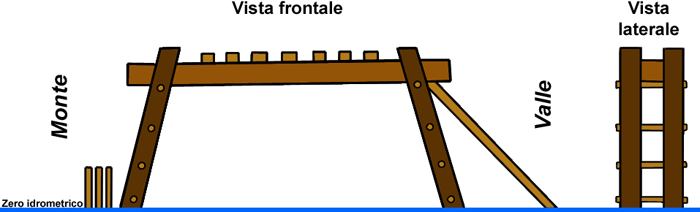
Schema della struttura del ponte

Alla solidità bisognava affiancare l'elasticità, per cui non vennero utilizzati chiodi, ma legature in corda. Vennero anche approntate altre opere di rinforzo secondarie: a valle furono fissati altri pali obliqui per aumentare la resistenza alla corrente del ponte, mentre poco più a monte vennero costruite delle palizzate per attutire eventuali colpi subiti da alberi o navi che le popolazioni germaniche potevano lasciare nel fiume in modo da danneggiare il ponte.
Il ponte doveva avere una carreggiata di circa 4 m ed era lungo poco meno di 500 m, con 56 campate di 8 m che costituivano il ponte sul Reno. L'opera secondo Cesare fu completata in soli dieci giorni per il primo ponte, e un tempo ancora più breve per il secondo, dato che il sistema di costruzione era già familiare ai soldati.